# 三笠宮杯ツール・ド・とうほく
三笠宮杯ツール・ド・とうほく（みかさのみやはいツール ド とうほく）は、1993年から2007年まで毎年8月に東北を舞台に開催されていた自転車ロードレース大会である。主催は河北文化事業団・日本自転車競技連盟。
「三笠宮杯東北一周自転車競走大会」から受け継いで、1993年に第1回が行われた。1日目に開会式。2日目より競技開始。秋田・岩手・宮城各ステージに分けて競技が行われた。男子高校生・女子・オープン・一般の部「エコライドイン仙台」（パレード走行）の4部門で開催。
本大会を引き継ぐ形で、2009年から2013年まで「全日本ステージ・レース in いわて」が行われた。

## 概要
- 主催：河北文化事業団、日本自転車競技連盟
- 主管：三笠宮杯ツール・ド・とうほく実行委員会、河北新報社、NHK仙台放送局、全国高等学校体育連盟自転車競技専門部、東北自転車競技連盟
- 後援：文部科学省、経済産業省、国土交通省東北地方整備局、JKA、日本自転車普及協会、自転車産業振興協会、自転車協会、青森県、秋田県、岩手県、山形県、福島県、宮城県、東北各県教育委員会、東北各県体育協会、会場地市町村教育委員会、東北各県高等学校体育連盟自転車競技専門部、宮城県サイクリング協会、東奥日報社、デーリー東北新聞社、岩手日報社、岩手日日新聞社、秋田魁新報社、山形新聞社、福島民報社、福島民友新聞社、日刊スポーツ新聞社東北総局、東北放送、仙台放送、宮城テレビ放送、東日本放送、Date fm
- 特別協力：大潟村、紫波町、仙台市
- 協力：会場地市町村体育協会 会場地市町村所轄警察署、会場地市町村交通安全協会
- 協賛：JT仙台支店、東北建設協会他